# Stephen Poliakoff
Stephen Poliakoff CBE, FRSL (Londres, 1 de dezembro de 1952) é um dramaturgo, diretor e roteirista britânico. O seu primeiro longa-metragem foi Runners, dirigido por Charles Sturridge, estrelado por James Fox, Jane Asher e Kate Hardie.

## Vida pessoal
Stephen Poliakoff é casado com a também roteirista Sandy Welch, com quem tem dois filhos. Seu irmão, Martyn Poliakoff, é membro da Royal Society.

## Filmografia

### Cinema
- Runners (1983)
- Hidden City (1988)
- Close My Eyes (1991)
- Century (1993)
- Food of Love (1997)
- Glorious 39 (2009)
- Astonish Me[4] (curta-metragem) (2011)

### Televisão
- Hitting Town (1976)[5]
- Stronger than the Sun (1977)[6]
- City Sugar (1978)[7]
- Bloody Kids (1979)
- Caught on a Train (1980)
- Soft Targets (1982)[8]
- Termeszet (1981)
- Doppelte Welt, Die (1985)
- She's Been Away (1989)
- Frontiers (1996)
- The Tribe (1998)
- Shooting the Past (1999)
- Perfect Strangers (2001)
- The Lost Prince (2003)
- Friends and Crocodiles (2006)
- Gideon's Daughter (2006)
- A Real Summer (2007)[9]
- Joe's Palace (2007)
- Capturing Mary (2007)
- Dancing on the Edge (2013)
- Close to the Enemy (2016)
- Summer of Rocket] (2019)